# Rita Lee em Bossa 'n' Roll
Rita Lee em Bossa 'n' Roll é um álbum da cantora, compositora e instrumentista brasileira Rita Lee, lançado em 1991.

## O disco
O álbum marca o fim da parceria musical entre Rita Lee e Roberto de Carvalho, após mais de uma década. Sucesso absoluto de vendas, é o precursor dos discos acústicos que viriam a se tornar comuns no Brasil através da MTV.

### Retorno à Som Livre
Após ser convidada pelo radialista Tutti Maravilha para cantar em um show em homenagem à Elis Regina, em Belo Horizonte, Rita se juntou com um amigo de seus filhos, Alexandre Fontanetti, e o convidou para um projeto acústico, já que Lee estava cansada de fazer grandes shows, iniciando as apresentações em pequenos bares, lotando todos, até em ginásios. A convite de João Araújo, presidente da Som Livre, Lee aceitou a proposta de fazer o show em formato de álbum. Foi o retorno da cantora, após 6 anos, à Somlivre, gravadora que esteve ligada de 1975 até 1985. A canção "Every breath you take" recebeu um clipe promocional. Em 1986 a cantora trocou a gravadora pela EMI, que lançou Flerte Fatal em 1987. O último álbum pela gravadora do Grupo Globo foi "Rita e Roberto" de 1985.

## Edição comemorativa de 25 anos
Em julho de 2016, a Som Livre lançou uma edição comemorativa de 25 anos do álbum, com 3 faixas bônus que na época foram incluídas somente no formato LP ou cassete: "Ando Meio Desligado"; "Menino Bonito"; e a versão solo de "Mania de Você". Apesar destes acréscimos, ainda faltou no CD comemorativo de 25 anos,  a faixa "Chega Mais / Banho de Espuma", presente exclusivamente na edição do LP original, de 1991.

## Faixas
| N.º            | Título                                                         | Compositor(es)                | Duração |  |
| 1.             | "Doce Vampiro"                                                 | Rita Lee                      | 3:44    |  |
| 2.             | "Baila Comigo"                                                 | Rita Lee, Roberto de Carvalho | 4:24    |  |
| 3.             | "Mutante"                                                      | Rita Lee, Roberto de Carvalho | 3:17    |  |
| 4.             | "Alô, Alô Marciano"                                            | Rita Lee, Roberto de Carvalho | 3:23    |  |
| 5.             | "Every Breath You Take"                                        | Sting                         | 4:04    |  |
| 6.             | "Desculpe o Auê"                                               | Rita Lee, Roberto de Carvalho | 3:01    |  |
| 7.             | "Cry Me a River"                                               | Arthur Hamilton               | 3:19    |  |
| 8.             | "Perto do Fogo"                                                | Rita Lee, Cazuza              | 5:59    |  |
| 9.             | "It's Only Rock'n Roll (But I Like It)"                        | Mick Jagger, Keith Richards   | 4:47    |  |
| 10.            | "Shangrilá"                                                    | Rita Lee, Roberto de Carvalho | 2:35    |  |
| 11.            | "Ovelha Negra"                                                 | Rita Lee                      | 5:07    |  |
| 12.            | "The Fool on the Hill"                                         | John Lennon, Paul McCartney   | 3:28    |  |
| 13.            | "Jardins da Babilônia"                                         | Rita Lee, Lee Marcucci        | 3:04    |  |
| 14.            | "Miss Brasil 2000"                                             | Rita Lee, Lee Marcucci        | 3:27    |  |
| 15.            | "Vírus do Amor"                                                | Rita Lee, Roberto de Carvalho | 4:00    |  |
| 16.            | "Corre-Corre"                                                  | Rita Lee, Roberto de Carvalho | 3:41    |  |
| 17.            | "Lança Perfume"                                                | Rita Lee, Roberto de Carvalho | 3:20    |  |
| 18.            | "Mania de Você" (Part. esp.: Gal Costa; gravado no Rio Centro) | Rita Lee, Roberto de Carvalho | 6:10    |  |
| Duração total: | Duração total:                                                 | Duração total:                | 70:00   |  |

| Edição comemorativa de 25 anos (2016) |                                                                                     |                                                  |         |  |
| N.º                                   | Título                                                                              | Compositor(es)                                   | Duração |  |
| 19.                                   | "Ando Meio Desligado" (Lançado somente na edição em LP, em 1991)                    | Arnaldo Baptista, Rita Lee, Sérgio Dias Baptista | 3:07    |  |
| 20.                                   | "Menino Bonito" (Lançado somente na edição em cassete, em 1991)                     | Rita Lee                                         | 2:42    |  |
| 21.                                   | "Mania de Você" (Sem Gal Costa; lançado somente na edição em LP e cassete, em 1991) | Rita Lee, Roberto de Carvalho                    | 5:15    |  |